# Albeiro Usuriaga
Albeiro Usuriaga López, conhecido também como Palomo Usuriaga (Cali, 12 de junho de 1966 – Cali, 11 de fevereiro de 2004), foi um ex-futebolista colombiano que jogava como atacante.

## Carreira

### Clubes
Iniciou a carreira de jogador no América de Cali, onde se profissionalizou em 1986. Após perder a final da Libertadores pela terceira vez consecutiva, o clube negociou quase todos os seus atacantes e Usuriaga foi emprestado para o Deportes Tolima em 1987 e depois para o Cúcuta Deportivo em 1988. Em 1989 foi oferecido seu empréstimo para o Junior de Barranquilla, mas a comissão técnica vetou a negociação devido à sua fama de boêmio.
Francisco Maturana, treinador do Atlético Nacional, resolveu arriscar e acatou a contratação do atacante. Ganhou fama ao ser campeão da Libertadores de 1989 pelo Atlético Nacional, onde brilhou.
Se transferiu ao Málaga, onde atuou também em sua equipe-reserva, o Málaga B, sendo a única equipe europeia em sua carreira. Jogaria apenas seis partidas pelo clube e surgiam também as primeiras suspeitas do uso de cocaína. Forçou a barra para sair do clube espanhol, que acabou emprestando o atacante para o América de Cali.
Foi campeão colombiano em 1992 e em dezembro de 1993 surgiu a proposta do Independiente da Argentina. No clube, ganhou títulos e se tornou ídolo.
Após se destacar na vitória dos argentinos por 4 a 0 sobre o Santos pela Supercopa Libertadores de 1994, chamou atenção do clube da Vila Belmiro, que o contratou dois anos depois, quando o atleta estava em baixa durante o empréstimo ao Barcelona de Guayaquil, do Equador. Os equatorianos repassaram o empréstimo do atacante ao Peixe, e ele se apresentou com grande expectativa após marcar nos dois amistosos com o time brasileiro. Demorou a estrear pelo Peixe por causa do imbróglio em sua contratação e foi escalado diante do Fluminense, quando o Peixe venceu por 1 a 0, mas o colombiano não fez muita coisa em campo. Aquele foi o único jogo oficial dele com a camisa alvinegra e, após o jogo, o Fluminense entrou com um processo contra o Santos pela utilização do atleta. Com medo, a equipe da Vila Belmiro optou por não utilizar o jogador nos jogos seguintes e, com o Independiente exigindo dinheiro, desistiu da contratação.
Retornou ao Indepediente e acabou flagrado em um exame antidoping por uso de cocaína, sendo suspenso por dois anos.
Depois, chegou a disputar alguns jogos pelo Millonarios e Bucaramanga, mas foi preso por tentar subornar um policial após ser pego dirigindo alcoolizado em uma blitz. Ganhou a liberdade condicional, mas, endividado com traficantes de Cali, teve sua primeira esposa assassinada em 1999 e, ameaçado na Colômbia, saiu do país para jogar na Argentina, dessa vez em times menores, tendo atuado por General Paz Juniors e All Boys.
Até 2003, um ano antes de sua morte, ainda passou por Deportivo Pasto, da Colômbia, Sportivo Luqueño, do Paraguai, e Carabobo, da Venezuela.
Chegou a negociar com uma equipe chinesa e com o Boyacá Chicó para a temporada 2004, mas não chegou a acordo e pendurou as chuteiras.

### Seleção Nacional
Atuou também na Seleção Colombiana, onde jogou entre 1989 e 1991, em 15 partidas. Marcou apenas um gol pelos "Cafeteros", contra Israel, na repescagem das Eliminatórias da Copa do Mundo FIFA de 1990. Problemas disciplinares impediram a convocação de El Palomo para o torneio - sua única participação em competições internacionais foi a Copa América de 1991.

### Suspensão pordoping
Em 1997, enquanto jogava na Argentina, foi punido com dois anos de suspensão do esporte pela AFA - depois convertido para um ano - devido a seu teste antidopagem apresentar substâncias proibidas.

## Títulos
Atlético Nacional
- Copa Libertadores da América: 1989

América de Cali
- Campeonato Colombiano: 1990, 1992

Independiente
- Campeonato Argentino: 1994 (Clausura)
- Supercopa Libertadores: 1994
- Recopa Sul-Americana: 1995

Necaxa
- Liga Mexicana: 1996

C. A. General Paz Juniors
- Torneio Argentino A: 1999–00

## Morte
Usuriaga foi vítima de homicídio em 11 de fevereiro de 2004 na cidade de Cali. Estava jogando com amigos em um bar, próximo à sua casa, quando foi baleado por um rapaz que, segundo testemunhas, era menor de idade. A polícia suspeitou de "queima de arquivo", uma vez que El Palomo testemunhara um assassinato no mesmo bairro em que residia. De acordo com o jornal El País, a morte foi encomendada por Jefferson Valdez Marín, líder de um grupo chamado "Molina" ou "La Negra" - Usuriaga possuía um relacionamento amoroso com a ex-mulher do criminoso.
O corpo do ex-jogador, que morreu aos 37 anos, foi sepultado no Cemitério Metropolitano do Sul de Cali, e o enterro foi acompanhado por vários fãs.